# تایلند شرقی

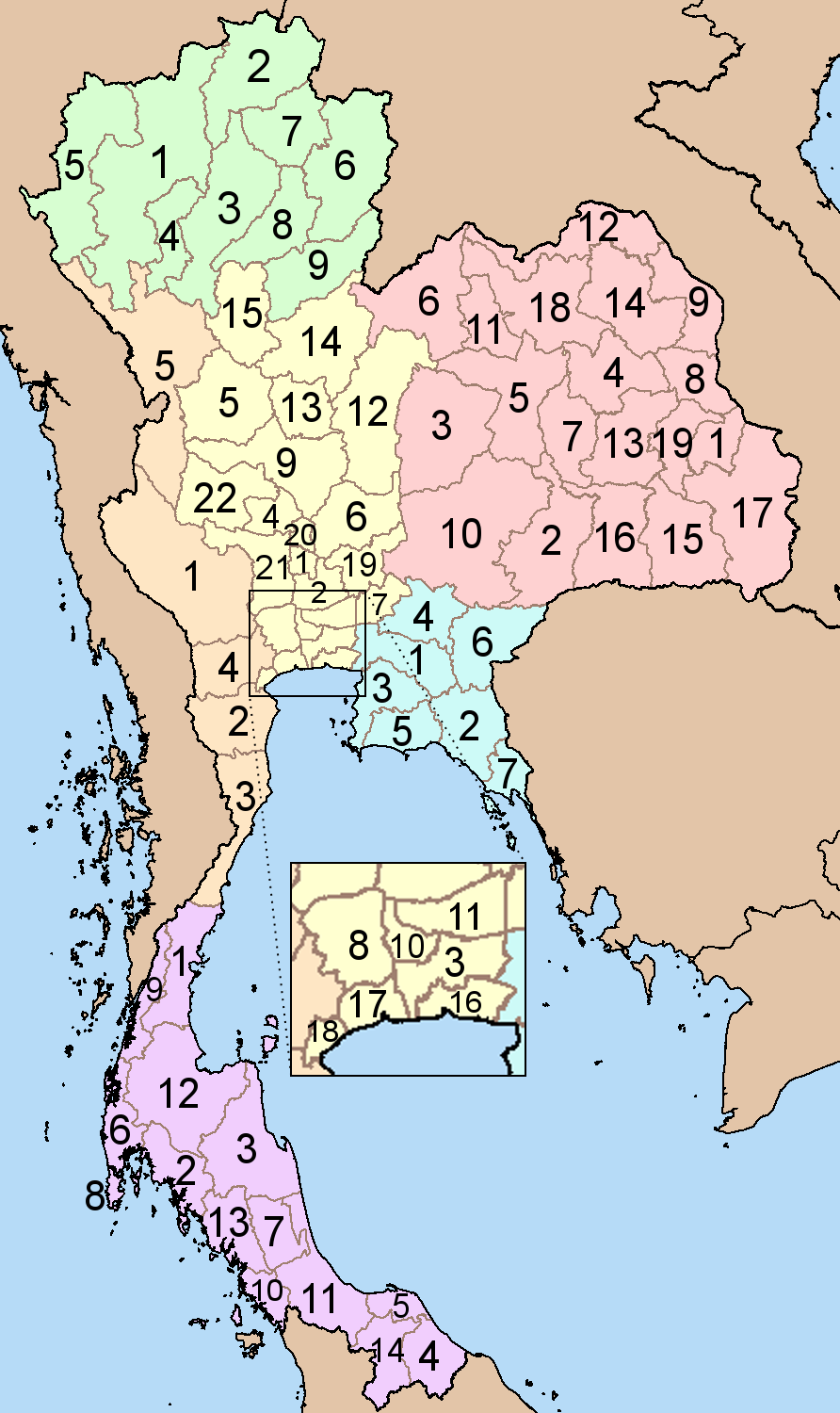
نقشهٔ تایلند و شش ناحیه آن. ناحیه خاوری با رنگ آبی مشخص شده است.

ناحیه شرقی تایلند یکی از شش منطقه جغرافیایی کشور تایلند است که بر اساس تقسیمات کشوری این کشور تعریف می‌شود .
منطقه مرکزی تایلند شامل ۷ استان به شرح زیر است:
1. چاچوئنگسائو
2. چانتابوری
3. چونبوری
4. پراچینبوری
5. رایونگ
6. سا کایو
7. ترات